# Adiante
Adiante - Mocidade Comunista pola Independencia de Galiza (en castellano: Adelante - Juventud Comunista por la Independencia de Galicia) fue una organización juvenil de Galicia (España), de ideología independentista gallega y comunista. Según su página web, Adiante era "una organización juvenil, asamblearia y autónoma, que abarca la diversidad de problemas de la juventud gallega desde una perspectiva de liberación nacional y social, teniendo como horizonte estratégico la construcción de una República Gallega independiente y socialista."

## Historia
Adiante se comienza a fraguar en un encuentro de asambleas abiertas que tuvieron lugar en vísperas del 25 de julio de 2003, fecha en que se celebra anualmente el "Día da Patria Galega" (Día de la Patria Gallega). Tras una serie de tiempo confluyendo en varios movimientos (como la lucha contra la Ley Orgánica de Universidades, el Prestige, contra la guerra de Irak...), los jóvenes que tenían el proyecto de Adiante en mente, convocaron para el 9 de octubre de 2004 la Asamblea Constituyente, que tuvo lugar en Santiago de Compostela.
Desde entonces, Adiante participó en multitud de causas sociales: el feminismo (movilizándose anualmente el 8 de marzo y el 25 de noviembre), la solidaridad con otros pueblos (Cuba, Palestina, Venezuela, etc.) y, más recientemente, participando en la candidatura a las elecciones europeas de 2009 de Iniciativa Internacionalista-La Solidaridad entre los Pueblos (II-SP) junto al grueso de organizaciones de la izquierda nacionalista gallega.
Su secretario de organización fue hasta 2011 Brais González Pérez y hasta 2013 Laura Sousa Sánchez. La última secretaria de organización fue Aldara Míguez.
El 11 de noviembre de 2013, mediante un comunicado difundido en su web y en medios virtuales afines al nacionalismo gallego de izquierdas, anunciaban su disolución.